# Evans Katebe
Evans Katebe (né le 17 mars 1960 à l'époque en Rhodésie du Nord et aujourd'hui en Zambie) est un joueur de football international zambien, qui évoluait au poste de milieu de terrain.

## Biographie

### Carrière en sélection
Avec l'équipe de Zambie, il joue entre 1978 et 1980. 
Il figure dans le groupe des sélectionnés lors de la Coupe d'Afrique des nations de 1978.
Il joue également deux matchs comptant pour les tours préliminaires de la coupe du monde 1982.
Il participe également aux Jeux olympiques d'été de 1980 organisés en Union soviétique. Lors du tournoi olympique, il dispute trois matchs.